# Moby Dick (miniserial din 1998)
Moby Dick este o miniserie de televiziune bazată pe romanul cu același nume din 1851 al lui Herman Melville, filmată în Australia în 1997 și difuzată pentru prima dată în Statele Unite ale Americii în 1998 de rețeaua USA Network.

## Distribuție și echipă tehnică
Patrick Stewart a preluat rolul principal al căpitanului Ahab la scurtă vreme după ce a făcut o referire la cartea "Moby Dick" și a citat din ea în Star Trek: First Contact.
Distribuția i-a inclus și pe Henry Thomas ca Ishmael, Gregory Peck ca părintele Mapple și Ted Levine ca Starbuck. 
Producătorii executivi au fost Robert Halmi Senior, Francis Ford Coppola și Fred Fuchs. Franc Roddam și Kris Noble au fost producătorii filmului.

## Premii
Pentru rolul său din acest film, Gregory Peck a câștigat Premiul Globul de Aur pentru cel mai bun actor în rol secundar (1999). Seria a câștigat și premii pentru muzica sa și a fost nominalizată la mai multe premii Emmy.